# Moda Domani Institute
Moda Domani Institute este o Școală Europeană de Business cu un campus în Paris. Înființată în 2014.
Este una dintre putinele scoli de afaceri din Franța, specializate în lux, modă și design. Școala de afaceri este un membru al Grupului de Educație IONIS, cel mai mare grup privat din Franța, în ceea ce privește populația studenților și dotarea. În Marea Britanie, universitatea are un parteneriat grad dublu cu Liverpool John Moores University.